# آني سميث (لاعبة قفز طويل)
آني سميث (بالإنجليزية: Annie Smith)‏ هي لاعبة قفز طويل أمريكية، ولدت في 23 أبريل 1939 في أتلانتا في الولايات المتحدة.

## وصلات خارجية
- آني سميث على موقع أوليمبيديا (الإنجليزية)